# Petchtai Wongkamlao
Petchtai Wongkamlao (24 de Junho de 1965) é um ator tailandês que é mais conhecido por ter participado nos filmes Ong Bak, O Protetor e O Protetor 2.

## Filmografia
- Ong Bak (2003)
- BodyGuard (2004)
- Tom yum goong (2005)
- BodyGuard 2 (2007)
- Ong Bak 2 (2008)
- Ong Bak 3 (2011)
- Tom Yum Goong 2 (2013)